# Clan Tokugawa

Maruni-mitsubaaoi (丸に三つ葉葵) (« cercle autour de trois feuilles d'asaret à tige distincte) », mon du clan Tokugawa,.

Le clan Tokugawa (徳川氏, Tokugawa-shi) est une puissante famille japonaise de daimyos. Ses membres descendent théoriquement de l'empereur Seiwa (850-880) et forment une branche du clan Minamoto (Seiwa-Genji) par le clan Nitta. L'histoire ancienne de ce clan reste cependant mystérieuse.

## Histoire
Minamoto no Yoshishige (1202), petit-fils de Minamoto no Yoshiie (1041-1108), est le premier à prendre le nom de « Nitta » . Il s'allie avec son cousin Minamoto no Yoritomo contre le clan Taira (1180) et l'accompagne à Kamakura. Nitta Yoshisue, quatrième fils de Yoshishige, s'installe à Tokugawa (province de Kozuke) et prend le nom de l'endroit. Leur livre historique provincial ne mentionne cependant ni le clan Minamoto ni le clan Nitta.
Le fondateur original du clan Matsudaira serait Matsudaira Chikauji, à l'origine un pauvre prêtre bouddhiste,. Il descendrait de Nitta Yoshisue à la huitième génération et aurait été témoin de la ruine des Nitta dans leur guerre contre les Ashikaga. Il s'installe à Matsudaira (province de Mikawa) où il est adopté par la famille de sa femme. Leur livre familial prétend que ce clan original est le clan Ariwara. Parce que cet endroit aurait été récupéré par Nobumori Ariwara, une théorie veut que le clan Matsudaira est lié à Ariwara no Narihira.
Matsudaira Nobumitsu (XVe siècle), fils de Chikauji, est en place au château d'Okazaki et renforce l'autorité de la famille dans la province de Mikawa. Matsudaira Kiyoyasu, l'arrière-arrière-petit-fils de Nobumitsu, renforce la puissance de son clan mais il est assassiné. En 1567, son petit-fils Ieyasu (1542-1616) obtient de l'empereur la permission de faire revivre le nom de « Tokugawa ». Ce faisant, il peut prétendre descendre du clan Minamoto.
Le clan parvient au pouvoir à l'époque Sengoku et, à la fin de la période Edo, le Japon n'est quasiment plus gouverné que par ses shoguns. Il y a en tout quinze shoguns Tokugawa. Leur domination est si générale que certains livres d'histoire parlent de l'« ère Tokugawa » plutôt que de la « période Edo ».
Par ailleurs, les chefs du Gosanke (les trois branches avec des domaines féodaux dans les provinces d'Owari, Kishū et Mito) portent le nom « Tokugawa ». Les branches supplémentaires s'appellent le Gosankyō : les clans Tayasu, Hitotsubashi et Tokugawa Shimizu. De nombreux daimyos portant le nom Matsudaira descendent des Tokugawa. Il en est ainsi des Matsudaira de Fukui et Aizu par exemple. Les membres du clan Tokugawa procèdent à des mariages avec les daimyos dominants ainsi qu'avec la famille impériale.
Le principal sanctuaire familial du clan Tokugawa est le Tōshō-gū à Nikkō, et le temple principal se trouve à Kan'ei-ji à Tokyo. L'héritage du clan est en partie géré par la Tokugawa Memorial Foundation (en).

## Emblème
L'emblème (mon) du clan Tokugawa, appelé la « triple rose trémière » est une icône immédiatement reconnaissable au Japon, symbolisant également tant le clan Tokugawa que le dernier shogunat. Bien qu'identifié à tort à la rose trémière, le aoi correspond à l'asaret à tige distincte.
Cet emblème provient d'un clan mythique, le clan Kamo, que la légende fait descendre du Yatagarasu. Le village de Matsudaira se trouve dans le district de Higashikamo, préfecture d'Aichi. Bien que l'empereur Go-Yōzei ait offert un nouvel emblème, Ieyasu continue d'utiliser le mon qui est sans relation avec le clan Minamoto.
Dans les Jidai-geki, l'emblème est souvent utilisé pour situer l'histoire dans le cadre de la période Edo. Et dans les œuvres qui se déroulent au cours de la restauration de Meiji, le rôle de l'emblème est d'indiquer l'allégeance de son porteur au shogunat par opposition aux loyalistes dont la cause est symbolisée par le chrysanthème du trône impérial. Une comparaison peut être faite avec l'iconographie de la rose rouge et blanche de la guerre des Deux-Roses anglaise, telle que rapportée par Walter Scott au début du XIXe siècle, dans Anne de Geierstein (1829).

## Membres de la famille
- Tokugawa Ieyasu
- Tokugawa Hidetada
- Tokugawa Nobuyasu
- Yūki Hideyasu
- Matsudaira Ietada
- Matsudaira Tadaaki
- Matsudaira Tadanao
- Matsudaira Tadatsune
- Tokugawa Mitsukuni
- Tokugawa Iesada

## Obligés

### Clans
- Gosankyō
- Clan Baba
- Clan Honda
- Clan Ii
- Clan Ishikawa
- Clan Sakai

### Obligés importants
- Abe Masakatsu
- Akamatsu Norifusa
- Akaza Naoyasu
- Amano Yasukage
- Ando Naotsugu
- Ando Shigenobu
- Aoyama Tadanari
- Ariyama Toyouji
- Asano Nagaakira
- Baba Nobushige
- Fukushima Masanori
- Fukushima Masayori
- Furuta Shigekatsu
- Hattori Hanzō
- Hattori Masanari
- Hiraiwa Chikayoshi
- Hirose Kagefusa
- Hisamatsu Sadakatsu
- Honda Hirotaka
- Honda Masanobu
- Honda Masazumi
- Honda Narishige
- Honda Shigetsugu
- Honda Tadakatsu
- Honda Tadamasa
- Honda Tadatoki
- Honda Tadatsugu
- Honda Tadazumi
- Honda Yasushige
- Honda Yasutoshi
- Hoshina Masamitsu
- Hoshina Masanao
- Hoshina Masatoshi
- Ii Naomasa
- Ii Naotaka
- Ii Naotsugu
- Ina Tadatsugu
- Ishikawa Kazumasa
- Ishin Sūden
- Kikkawa Hiroie
- Kobayakawa Hideaki
- Kōriki Kiyonaga
- Kutsuki Mototsuna
- Mizuno Nobumoto
- Naitō Ienaga
- Naitō Nobunari
- Natsume Yoshinobu
- Ogasawara Ujisuke

- Ogawa Suketada
- Ōkubo Tadayo
- Ōkubo Tadasuke
- Ōkubo Tadachika
- Ōkubo Nagayasu
- Okudaira Sadamasa
- Sakai Tadatsugu
- Sakakibara Yasumasa
- Suganuma Sadamitsu
- Torii Tadayoshi
- Torii Mototada
- Uemura Masakatsu
- Wakisaka Yasuharu
- Watanabe Moritsuna